# Nikolaus Frei
Nikolaus Frei (* 15. März 1974 in München) ist ein deutscher Schauspieler, Autor, Regisseur und Theaterleiter.
1999 erhielt Frei nach einem Studium in English and Historical Studies an der Oxford Brookes University den Abschluss Master of Arts, 2006 promovierte er über deutsches Gegenwartsdrama an der Universität Tübingen.
2000 bis 2002 war Frei Regieassistent von Jörg Hube bei der Theaterproduktion und Fernsehaufzeichnung des SFB von Sonny Boys der Münchner Kammerspiele mit Dieter Hildebrandt und Werner Schneyder. Er fungierte zudem als Autor, Regisseur und Schauspieler bei dem aus Originalquellen zur Julikrise 1914 und dem Ersten Weltkrieg arrangierten Stück In Europa gehen die Lichter aus, das von 2004 bis 2006 auf Bühnen in Deutschland, Frankreich, Österreich, Ungarn, Malta und an der US-Ostküste tourte und vom BR aufgezeichnet wurde.
Seit 2006 ist Frei Leiter und Regisseur des Max-Rill-Theaters in Reichersbeuern, wo er mit jugendlichen Schauspielern moderne Stücke inszeniert. Für einige dieser Produktionen wurde er für den Tassilo-Preis der Süddeutschen Zeitung nominiert.
Seit seiner Rolle als Dr. Frei in dem Kinofilm About a Girl von 2015 ist er verstärkt als Schauspieler in Kino und Fernsehen tätig. Frei verfasste zudem das Libretto für die erste Oper Namibias, Chief Hijangua von Eslon Hindundu, die am 9. September 2022 am National Theatre of Namibia in Windhoek uraufgeführt wurde.

## Filmografie (Auswahl)
- 2015: About A Girl
- 2016: Marie Curie
- 2017: Dieses bescheuerte Herz
- 2018: Polizeiruf 110 (Fernsehserie, Episode Das Gespenst der Freiheit)
- 2018: Der Pass (Fernsehserie)
- 2018: Hubert und Staller (Fernsehserie, Episode Puppenmord)
- 2019: Unter Verdacht: Evas letzter Gang
- 2020: Tatort: Unklare Lage
- 2020: Der Alte (Fernsehserie, Episode Chancenlos)
- 2024: Hubert ohne Staller – Dem Himmel ganz nah